# 國際唱片業協會芬蘭分會
國際唱片業協會芬蘭分會（芬蘭語：Musiikkituottajat），是於芬蘭音樂協會，前稱為（ÄKT）。該組織負責芬兰官方榜单的製作。

## 外部連結
- 官方网站